# Комплекс супериорности
Комплекс више вриједности или комплекс супериорности је психолошки самоодбрамбени механизам код којег се осјећање супериорности неке особе супротставља осјећању инфериорности те особе, или га прикрива. Термин је сковао Алфред Адлер у оквиру своје Школе индивидуалне психологије. Представио га је у оквиру низа својих књига, укључујући „Разумијевање људске природе“ и „Социјални интерес“.

## Адлерова дефиниција
"Не треба да нас чуди ако у случајевима гдје видимо комплекс ниже вриједности нађемо мање или више скривен комплекс више вриједности. С друге стране, ако испитамо комплекс више вриједности и проучимо његов континуитет, увијек можемо наћи мање или више скривен комплекс ниже вриједности.
"Ако је особа хвалисавац, то је само стога што се осјећа инфериорно, јер се не осјећа довољно снажном да се с другима такмичи на корисној страни живота. Зато остаје на бескорисној страни живота. Та особа није у складности са заједницом. Изгледа да је једна од црта људске природе да појединци - и дјеца и одрасли - када осјећају да су слаби, желе да ријеше своје проблеме у животу тако што ће стећи личну надмоћ без уплива друштвеног интереса. Комплекс више вриједности је друга по реду фаза. Та фаза представља компензацију за комплекс ниже вриједности"
"Комплекс више вриједности је један од начина којим особа са комплексом ниже вриједности може покушати да побјегне од сопствених тешкоћа. Та особа претпостави да је супериорна онда када није, и овај лажни успјех представља компензацију за осјећај инфериорности који она не може да поднесе. Нормална особа нема комплекс више вриједности; она чак нема ни осјећај више вриједности. Она има тежњу да буде супериорна на тај начин што покушава да буде успјешна; али дотле док је ова тежња исказана радом, то не води ка погрешним проценама, које стоје у коријену менталне болести."
Из Адлерове тачке гледишта, особа суочена са задатком жели да превазиђе или да надвлада тај задатак. То се зове тежњом за супериорношћу. За добро прилагођену особу, ова тежња не представља личну супериорност над другим особама, него превазилажење задатка, или налажење корисних одговора на животна питања. Кад се суочи с проблемом, особа ће искусити осјећај инфериорности или осјећај да тренутна ситуација није тако добра како би могла бити. Осјећање је слично стресу. Ако особа нема потребне вјештине, проблем може бити претежак за рјешавање и водити пренаглашеном осјећају инфериорности или снажној анксиозности. Особа може, након више неуспјешних покушаја да превазиђе задатак, одустати од надвладавања проблема, доживљавајући комплекс ниже вриједности или стање депресивности. Особа може и покушати више пута да ријеши проблем и нађе рјешење у некој другој области. Особа која покушава смршати и у томе успије тако што не једе, успјеће да смрша, али по цијену укупног здравља.
Особа која није довољно обучена да излази у сусрет животним проблемима може прећи из тежње за супериорношћу на користан начин у тежњу за супериорношћу по сваку цијену. Ако особа не може бити боља од друге особе по сопственим мјерилима, она ће покушати да унизи ту другу особу или групу да би одржала свој супериоран положај.

## Интерпретације у модерној психологији
Неки други аутори сматрају да је погрешно вјеровати да су и комплекс више вриједности и комплекс ниже вриједности два различита израза исте патологије и да оба комплекса постоје у истој особи, јер особа са комплексом више вриједности истински вјерује у своју супериорност над другима. Комплекс ниже вриједности се може манифестовати понашањем које има за циљ да покаже другима да је дотична особа супериорна; посједовање материјалне вриједности, опсесија сујетом или изгледом. Те особе приказују себе као супериорне јер им недостаје осјећање адекватности. Особе које пате од комплекса више вриједности не брину увијек о изгледу или сујети, јер имају уграђен осјећај да су супериорне и према томе обично се не оптерећују доказивањем своје супериорности другима. Израз „комплекс више вриједности“, у свакодневној употреби, представља високо мишљење о себи. У психологији, то се не односи на осјећај, него на скуп понашања које указују да особа вјерује да је супериорна.
Они који испољавају комплекс више вриједности имају слику о себи као надмоћном. Могу његовати негативну слику о другима, јер их није брига за мишљење других о себи. Због тога имамо парадокс да они са комплексом ниже вриједности представљају људе који се покушавају представити у најбољем могућем свјетлу, док они са комплексом више вриједности не морају покушавати да изгледају добро. Ово другима може послати поруку да су дотичне особе од мање вриједности. Због тога постоји погрешно схватање да су они са комплексом ниже вриједности благи и мекани, али комплекс није представљен понашањем особе него сликом сопствене вриједности. Није да особа са комплексом више вриједности неће покушати да се прикаже супериорном над другима, него само неће осјећати потребу за тим. Могу се понашати као да све знају или су у свему бољи од других. Али на концу, њима није важно да ли ће се други сложити с њима у томе, нити да ли ће им други то саопштити. Они једноставно неће слушати, нити ће марити за оне који се не слажу. У том смислу, у питању је нешто врло слично когнитивној пристрасности или илузорној супериорности. Овај став је супротстављен ставу особа са комплексом ниже вриједности, које у случају да су њихова знања, тачност, супериорност итд. изазвани, неће зауставити док не докажу и супротна страна не прихвати њихово мишљење (или шта год да је у питању). То је још један разлог да се комплекс ниже вриједности мијеша са комплексом више вриједности јер дотична особа покушава исказати своју супериорност у очима других. Многи не успијевају препознати да је у питању црта ниског самопоуздања особа које дубоко брину о мишљењу других, а не осјећај оних који се осјећају супериорно, имају високо самопоуздање и уопште не брину о мишљењу других.